# Outlandish
Outlandish foi uma banda dinamarquesa de música hip-hop. A banda foi formada em 1997 e é constituída por: Isam Bachiri Azouaoui (nascido na Dinamarca), mas  filho de pais marroquinos;  Waqas Ali Qadri (nascido na Dinamarca, mas ascendência paquistanesa) e  Lenny Martinez (das Honduras). Todos os membros são religiosos, sendo  Isam e Waqas  muçulmanos, e  Lenny  católico. Os membros da banda vivem em Brøndby, perto de Copenhaga. Destaque para a musica "Kom Igem" da trilha sonora do game "FIFA 2007.
A banda dissolveu-se em 2017, cada membro da banda iniciou uma carreira a solo.

## Discografia

### Álbuns
- Outland's Official - (2000)
- Bread And Barrels Of Water - (2003)
- Beats, Rhymes & Life - (2004) - O álbum teve a colaboração de vários artistas, como The Fugees, Nusrat Fateh Ali Khan e Junoon
- Closer Than Veins - (2005)

### Singles não pertencentes a álbuns
- "Belly Dance"
- "Man binder os på mund og hånd"
- "Pacific To Pacific" - em ligação com a  Aministia Internacional
- "Saturday Night" from "Pizza King" OST

### Singles retirados de álbuns

#### Outland's Official(2000)
- "Intro"
- "Mano A Mano" (feat. Majid)
- "Wherever"
- "The Bond Between Us"
- "Come On"
- "CPH Moro" (feat. Majid & Creative)
- "Love Joint"
- "Stick ´Em Up"
- "ILL Kebab"
- "Renovadores" (feat. Majid, Acorn & Jokeren)
- "Heads To The Sky"

Canções originalmente do álbum , mas repetidos no álbum "Bread and Barrels of Water":
- "Walou"Video;
- "Fatima’s Hand" (feat. Majid)

#### Bread & Barrels of Water(2003)
- "Introduction"
- "Guantanamo" - # 1 DK Video
- "Peelo"
- "Walou"Video
- "Aicha" # 1 GERVideo
- "Gritty"
- "Interlude"
- "If Only"
- "Fatima’s Hand" (feat. Majid)
- "El Moro" (feat. Majid)
- "Eyes Never Dry"
- "A Donkey Named Cheetah" (feat. Majid)
- "Dirty Dirty East"
- "Life is A Loom"

#### Beats, Rhymes & Life(2004) (álbum com colaborações externas)
- "Walou (Rishi Rich Remix)" (Outlandish)
- "Vocab" (The Fugees)
- "Respect" (Alliance Ethnik feat. Vinia Mojica)
- "Past, Present, Future" (Majid)
- "Chan Chan" (Compay Segundo)
- "Ya Rayah" (Rachid Taha)
- "Sohniye" (Juggy D)
- "Dil Se/ Satrangi Re" (Sonu Nigam & Kavita Krishnamurthy)
- "Aicha (Proper Pak Remix)" (Outlandish)
- "We Are" (DJ Jazzy Jeff feat. Cy Young & Raheem)
- "Inshallah" (Goodie Mob)
- "Min Tid" (Petter Alexis)
- "Quien Me Tienda La Mano Al Pas" (Pablo Milanes)
- "La Maza" (Mercedes Sosa)
- "Sweet Pain" (Nusrat Fateh Ali Khan')
- "Ghoom" (Junoon)

#### Closer Than Veins(2005)
- "Introspective"
- "Any Given Time"
- "Look Into my Eyes" Video
- "Just Me"
- "Kom Igen" (feat. U$O, ADL & Salah Edin)Video
- "Nothing Left to do"
- "Beyond Words" (feat. Burhan G)
- "Words Stuck to Heart"
- "Reggada" (feat. Taibi & Dany Raï)
- "Callin’ U"
- "Sakeena"
- "I’ve Seen" (feat. Sami Yusuf)
- "Una Palabra" (feat. Majid)
- "I Only Ask Of God" Video
- "Appreciatin'"
- "In Good Hands" (Bonus Track on the Deluxe/International Album)
- "Angels Lower Their Wings" (Bonus Track on Deluxe/International Album)
- "Redemption Song" (on UK version of album)

### Vídeos musicais
- "Aisha"Video
- "Walou"Video
- "Guantanamo"Video
- "Look Into my Eyes" Video
- "Kom Igen" Video (Featuring U$O, and originally Swedish rapper ADL and Salah Edin although they are not featured in the video)
- "I Only Ask Of God"Video
- "Callin' U"Video

- Kun min (vídeo musical, single, 2007) - primeira canção cantada em dinamarquês